# Stamnodes pallida
Stamnodes pallida är en fjärilsart som beskrevs av Alexander Michailovitsch Djakonov 1936. Stamnodes pallida ingår i släktet Stamnodes och familjen mätare. Inga underarter finns listade i Catalogue of Life.